# Paczków
Paczków [ˈpat͡ʂkuf], tyska: Patschkau, är en stad i sydvästra Polen inom powiat nyski i Opole vojvodskap, belägen cirka 21 kilometer västerut om Nysa. Tätorten hade 7 631 invånare 2015 och utgjorde centralort i en stads- och landskommun med 13 743 invånare 2006. Det är en av de få städer i Europa där medeltida befästningar är bevarade.